# Cummings Chesney
Cummings Colineer Chesney (Selinsgrove, 28 oktober 1863 – 27 november 1947) was een Amerikaans elektrotechnicus die belangrijke bijdragen heeft geleverd voor de introductie van wisselstroom transportsystemen in de Verenigde Staten.

## Levensloop
Cummings Colineer Chesney werd na zijn afstuderen aan de Pennsylvania State College (1885) onderwijzer in de wis- en scheikunde. Aangetrokken door de nieuwe mogelijkheden van elektriciteit werd hij in 1888 lid van de laboratoriumstaf van William Stanley Jr. in Great Barrington, waar hij meehielp als scheikundige en technicus.
In 1890 richtte hij samen met Stanley de "Stanley Electrical Manufacturing Co." in Pittsfield op, waar ze samen met John F. Kelly bezighielden met de ontwikkeling van wisselstroomtransport over grote afstanden. Chesneys werk was toezicht houden op het ontwerp van benodigde apparaten en om de ideeën van zijn partners om te zetten naar de praktijk, zodat deze op commerciële schaal gefabriceerd konden worden.
In 1902 nam General Electric Co. het bedrijf over en werd Chesney gepromoveerd tot vice-directeur en hoofdtechnicus van Stanley Electrical Manufacturing – later Pittsfield Works genoemd – toen het een dochteronderneming van General Electric werd. Hij bleef aan tot 1927 en ging toen naar het hoofdkantoor van General Electric in Schenectady waar hij werd benoemd tot vice-directeur van de fabricage-afdeling. Drie later, in 1930, ging hij met pensioen.
Onder Chesneys supervisie als manager van General Electric werd er een aanzienlijke vooruitgang geboekt in de ontwikkeling van wisselstroommotoren, inductieregelaars en hoogspanningstransformatoren voor commercieel gebruik tot 220 kV (experimenteel zelfs tot 5 MV).
Chesney was prominent lid van de "American Institute of Electrical Engineers" (het huidige IEEE) en ontving in 1921 voor zijn verdienstelijke carrière de IEEE Edison Medal. Daarnaast was hij betrokken bij vele andere wetenschappelijk organisaties en instituten in binnen- en buitenland. Naast zijn technisch werkzaamheden was hield Chesney zich ook bezig met de sociale omstandigheden, zo liet hij goedkoop huizen bouwen voor zijn werknemers en was hij directeur van diverse financiële en liefdadigheidsinstellingen.
Chesney was gehuwd met Elizabeth Cutler en samen hadden ze vijf kinderen: Malcom, Elizabeth, Margaret, Katherine en Barbara. Chesney overleed op 84-jarige leeftijd.